# The Seduction of Ingmar Bergman
The Seduction of Ingmar Bergman es el vigesimosegundo álbum del grupo de rock estadounidense Sparks, lanzado en agosto de 2009. Se trata del primer trabajo del dúo en el género musical de radio. El álbum se desarrolla en torno a una visita imaginaria a Hollywood del director de cine sueco Ingmar Bergman a mediados de 1950. Su historia está centrada en las diferencias entre la cultura europea y la estadounidense, entre lo artístico y lo comercial. A diferencia de otros álbumes de Sparks, el trabajo está concebido en una sola pieza para ser escuchada en su conjunto, en lugar de una sucesión de canciones independientes.
Sveriges Radio Radioteatern, el departamento de radioteatro de la radio nacional sueca hizo el encargo. La versión para Suecia se presentó en agosto de 2009, y le siguió una versión en inglés a partir de noviembre de 2009. Cuenta con un elenco de actores suecos y estadounidenses y una variedad de estilos musicales que va desde ópera hasta vodevil y el pop. La grabación del álbum fue un esfuerzo colaborativo: El grupo Sparks se encargó de la grabación de música y las voces en inglés en Estados Unidos, mientras que las voces suecas del álbum fueron grabadas por Sveriges Radio en Estocolmo y luego enviadas a los Mael a través de un servidor FTP. El álbum y su ambicioso concepto dramático recibió críticas favorables y generó tanto un espectáculo en vivo como planes para convertirlo en una película.

## Contexto
Sparks produjo el álbum, el primero en este género, tras recibir el encargo de crear un musical para la radio por Sveriges Radio (servicio nacional de radio pública de Suecia). Marie Wennersten, de SR Radioteatern, el departamento de radioteatro del canal, fue quien propuso este proyecto a los Sparks. Wennersten se había convertido en una fan de los Sparks tras ver al dúo actuar en Suecia en 2004: «Nunca había visto tanta energía y amor por el público. Pensé que el Södra Theatre iba a despegar y echar a volar. Escribí a la página de fans de los Sparks y les agradecí la experiencia». Wennersten viajó posteriormente a Los Ángeles como periodista para asistir e informar sobre otro concierto de Sparks. Para entonces, la idea de una colaboración se había instalado en su mente: «Siempre soñé con atraerlos al mundo de la radio». Wennersten contactó con el grupo Sparks cuando Jasenko Selimovic, después de que el director de SR Radioteatern, decidiera que el canal produciría una serie de nuevos musicales. Pensó que los Sparks serían adecuados para el formato: «Son algo extravagantes, desbordan calidad y, sobre todo, hacen música lo suficientemente colorida para no tener la sensación de que te estuvieras perdiendo un componente visual». Los Sparks se sorprendieron inicialmente por la invitación a escribir un musical para la radio sueca, y dudaron si asumir el proyecto. Sin embargo, después de varios meses de esfuerzo persuasivo de Wennersten por correo electrónico y teléfono, decidieron aceptar el reto. «Originalmente pensamos en esto como un proyecto paralelo entre discos, pero una vez que empezamos a trabajar en él fue cobrando más vida», dijeron los miembros del grupo. «Como estadounidenses casi habíamos abandonado el teatro radiofónico y fue verdaderamente estimulante para nosotros trabajar en un medio donde la imaginación del oyente es una parte tan integral de la obra. Además de Bergman nos encanta Orson Welles, y su manera de hacer radio fue algo que nos inspiró en este trabajo». Sveriges Radio decidió que la obra tenía que incluir un elemento sueco. El cantante Russell Mael dijo a The National: «Al principio, obviamente pensamos en autos e Ikea. Es broma. Pero la idea más profunda y duradera (siendo como somos amantes del cine) fue Ingmar Bergman. Así que concebimos una situación de fantasía en la que él va a Hollywood, por ser obvio que es mucho más universal,». Antes de comenzar a trabajar en el musical los hermanos Mael decidieron refrescar sus recuerdos viendo de nuevo las películas de Bergman. «Ambos éramos grandes aficionados al cine en la universidad. En ese momento, si solo te gustaba el cine extranjero y odiaras el estadounidense, eras guay», dijo Ron Mael a The Times. «Había algo verdaderamente serio hacia Bergman. En realidad abordó temas importantes y fue capaz de enmarcarlos de maneras muy puras y cinematográficas. Ahora esas cosas se consideran como algo pretencioso. Todo el mundo quiere parecer como si los grandes temas no importasen». Al comentar sobre la idoneidad de Bergman como tema de un musical, Russell Mael dijo a un periódico sueco: «En cierto modo, es la persona menos apropiada para un musical. Nos gusta lo absurdo de todo esto. Fue una persona muy profunda e intensa y la gran mayoría de sus películas tratan temas muy trascendentales. Pero no queríamos ridiculizarlo, queríamos hacer algo respetuoso que Bergman hubiera podido apreciar». Para escribir un musical sobre el cine en Hollywood se facilitó información a Sparks acerca de sus propios proyectos cinematográficos pasados. A finales de los 80 y principios de los 90 habían estado seis años trabajando en la producción de la película Mai, the Psychic Girl. Está basada en un cómic manga japonés y en un momento dado parecía que Tim Burton sería su director. Aunque la música se había completado, la película no se llegó a materializar, una experiencia que coloreó su imagen de Director del Estudio en The Seduction of Ingmar Bergman. Anteriormente los Sparks habían trabajado con el director francés Jacques Tati en Confusion, otro proyecto cinematográfico que quedó incompleto. Después de haber tenido numerosos encuentros con Tati a lo largo de un año, eran conscientes de que, al igual que otros grandes directores europeos, a Tati le había seducido Hollywood: «Me enseñó una carta de Paramount», recordaba Ron Mael. «Dijo: “¡Qué bien! Me llevan a Hollywood y tienen una limusina para mí”. Pero fue una especie de burla de toda la situación similar a nuestra fantasía sobre Bergman. Veía Hollywood por lo que era». Sveriges Radio dio carta blanca a Sparks para desarrollar el proyecto: «Una vez aprobado el concepto básico, pudimos trabajar de acuerdo a nuestras propias ideas. SR nos pidió que fuéramos lo más fieles posible a nuestra propia visión». Al final, los Sparks sintieron que había sido «un proyecto perfecto. Nos obligó a salir de nuestra zona de confort. Y ello ha demostrado ser una forma más segura de lograr el éxito creativo que cualquier otra en la historia de los Sparks».

## Argumento
La historia del musical explora las diferencias entre lo artístico y lo comercial y entre la cultura europea y la estadounidense, dicotomías que también han determinado gran parte de la propia carrera de los Sparks. Descrito como un «oscuro cuento de hadas» por Stephen Dalton en The Times («El mago de Oz se reúne con The Truman Show  con unas gotitas de Life on Mars») se basa en acontecimientos imaginarios en la carrera del director de cine sueco Ingmar Bergman. La historia está ambientada a mediados los años 50, poco después de la victoria de Bergman en el Festival de Cannes de 1956 por Sonrisas de una noche de verano. Tras regresar a Estocolmo, Bergman siente la necesidad de ir al cine y ver una película taquillera de Hollywood. Al salir del cine se encuentra inexplicablemente trasladado a Hollywood, donde un conductor de limusina le espera para llevarlo a un estudio de cine. Los ejecutivos del estudio, que dan a Bergman una lujosa bienvenida, están impacientes por seducirlo, a la americana, para que se quede en Hollywood y haga películas para ellos: «We're not hicks, but we must deliver kicks (no somos paletos pero tenemos que producir catetadas». Los jefes del estudio tienen reservada una habitación de hotel para Bergman, con un comité de bienvenida incluido, «Hollywood Welcoming Committee» una prostituta que esperan que lo persuada para que acepte su oferta, y una limusina que traslade a Bergman de reunión en reunión. Al visitar «The Studio Commissary» (la cafetería del estudio), se le presenta cara a cara a los muchos directores europeos que fueron a hacer películas a Hollywood: Billy Wilder, Fritz Lang, F. W. Murnau, Jacques Tourneur, Josef von Sternberg y Alfred Hitchcock, todos aparentemente felices de trabajar en Hollywood: «Alfred Hitchcock, bless his soul, there chomping on a dinner roll, The Man Who Knew Too Much done twice, in Hollywood, done twice as nice». Bergman se siente atraído ante la perspectiva de una financiación segura para sus proyectos cinematográficos y siente que «no debe precipitarse» en rechazar la propuesta. La historia se convierte en una pesadilla kafkiana en la que Bergman, asediado por cazadores de autógrafos, finalmente decide que Hollywood no es para él. Incapaz de conseguir línea internacional para hacer una llamada a Suecia, intenta escapar a pie mientras es perseguido por el personal del hotel, coches de policía y helicópteros «como un actor en una mala película de acción de Hollywood». Evade a sus captores y llega a la orilla del mar, donde reza por su salvación y finalmente se encuentra con la figura angelical de Greta Garbo, que lo guía «a casa, a algún lugar monocromo, pero donde usted será en cierto modo libre». La trama circular concluye y la fantasía termina.

## Producción

### Grabación
Un elenco de actores suecos y americanos participó en la grabación. Mientras los Sparks grababan la música en Estados Unidos, Wennersten supervisó la grabación de las voces suecas en Estocolmo. La traducción de la letra también se llevó a cabo en Suecia: «Como no hablo sueco, nunca sabré cómo se las ingeniaron», dijo Russell Mael, expresando su aprecio por los esfuerzos de todos los involucrados para trasladar el tono y el espíritu del texto original de los Mael al sueco. Los Sparks y Wennersten se comunicaban principalmente a través de un servidor FTP. Los Sparks enviaban a Wennersten su material musical y Wennersten les enviaba las grabaciones de voces suecas. Los Sparks estaban muy satisfechos con los resultados de la colaboración y con el hecho de que el actor sueco Jonas Malmsjö, que interpretaba a Bergman, hubiera protagonizado varias producciones de Bergman, lo que le permitió llevar esta experiencia personal a su imagen.

### Estilo
El álbum combina una variedad de estilos musicales: desde piano clásico y ópera, con respaldo orquestal completo, hasta polka, vodevil, jazz, pop y rock, y cuenta tanto con partes cantadas como habladas. Los falsetes del cantante Russell Mael siguen siendo una característica destacada, mientras que Ron Mael hace su debut vocal en los papeles del conductor de la limusina y el guía turístico de Hollywood. Además de la voz de Jonas Malmsjö interpretando a Bergman, Elin Klinga, una de las actrices favoritas de Bergman en las últimas etapas de su carrera aparece en el papel de Greta Garbo. La batería del grupo Sparks, Tammy Glover, aparece como «The Hollywood Welcoming Committee», mientras que la cantante de ópera Rebecca Sjöwall interpreta a una actriz de Hollywood. Estructuralmente, el álbum no es una colección de canciones independientes sino una pieza musical de 64 minutos compuesta por 24 subsecciones que desarrollan la trama. La música hace referencia a la propia discografía de la banda en varios momentos, evocando ecos de sus discos anteriores «guiños sutiles a los fans, cada uno con su época favorita del grupo Sparks en mente». La BBC en su reseña afirmó que el álbum estaba «impregnado del mismo humor pícaro y movimiento orquestal que caracterizaron otros discos suyos como Hello Young Lovers, de 2006, y Exotic Creatures of The Deep, lanzado el año pasado», y una combinación de «canciones desenfadadas e intervenciones desternillantes con una narrativa coherente».

## Estreno
La versión sueca del musical, que contiene letra tanto en sueco como en inglés, tuvo su estreno mundial el 14 de agosto de 2009, cuando se representó en un evento especial en el Södra Theatre de Estocolmo y se transmitió por el canal P1 de Sveriges Radio. Al mismo tiempo SR Records, el sello discográfico de Sveriges Radio, lanzó una edición exclusiva de 1000 cedés. La banda lanzó más tarde una versión en inglés de la obra con su propia discográfica, Lil' Beethoven, inicialmente solo disponible en vinilo doble y descarga digital. El canal BBC 6 Music y el presentador Stuart Maconie organizaron el estreno de la versión inglesa en Londres el 28 de octubre de 2009, que fue seguido de una sesión de preguntas y respuestas con los hermanos Mael.

## Acogida
El álbum fue bien recibido por la crítica. Simon Price en The Independent lo calificó como «una pieza fascinante y enriquecedora» cuando se escucha como conjunto. Craig Carson en PopMatters comentó sobre los Sparks que el «humor irónico y la voluntad de experimentar con diferentes formatos siguen ampliando los límites de la música pop en formas que muchos otros simplemente no intentan. La banda siempre parece capaz y dispuesta a explorar casi cualquier cosa: siguen siendo músicos dotados al margen del rebaño». Daryl Easlea, en Record Collector, era de una opinión similar: «Solo Sparks podría hacer esto. Un ciclo de 64 minutos con 24 canciones sobre Ingmar Bergman, un encargo de la radio sueca. [...] Inusual, por supuesto, y maravillosamente cálido. Subraya la grandeza e importancia de Sparks». Sobre la representación de Bergman, Easlea declaró: «El actor sueco Malmsjö interpreta a Bergman con toda la paranoia imparcial apropiada». Concluyó su crítica otorgando al álbum un total de cinco estrellas. The Times dijo que era «un proyecto muy sparksiano (chisperante, laborioso y ligeramente absurdo) hacer un musical sobre un director de cine art-house, con una trama muy complicada y para la radio (incluso King Artur on Ice, de Rick Wakeman, tenía aspectos a tener en cuenta)». Dijo que los arreglos orquestales de Ron Mael eran «geniales, de hecho, recuerdan al bullicio de los rascacielos de Bernstein y las fanfarrias triunfantes de Michael Nyman», y declaró que «el concepto central de dedicarte a tu propia idea de arte, independientemente de si alguien va a comprarlo, parece ser también su regla de oro. Y eso no puedes evitarlo ». Stephen Dalton, en su reseña, también en The Times, resaltó el «trasfondo musical modernista» dominado por «fragmentos electrorquestales» «menos seductores» y, «a pesar de un montón de letras ingeniosas y ocurrentes», lamentó la escasez de «melodías memorables o canciones consagradas». Dalton concluyó que el trabajo «tal vez no fue un éxito total, pero sigue siendo una obra brillantemente chiflada y sofisticada», y una «locura fascinante de dos bichos raros con una inventiva inagotable». La reseña de la BBC reveló que los fans, con la esperanza de «un nuevo conjunto de canciones frescas de Sparks», podrían sentirse decepcionados porque «no hay temas que no estén unidos a la historia», pero agregó que «por suerte, la historia es buena»: la historia de la corrupción en Hollywood «se cuenta magistralmente, y lleva a una dramática conclusión que a la vez denuncia a Hollywood y satiriza sus convenciones con agudo ingenio». Dave Simpson en The Guardian dijo que la pieza, que «se experimenta mejor como un todo», no era «una vaga fantasía, sino que surge como un discurso fascinante y poderoso sobre la lucha entre lo artístico y lo comercial y el poder destructivo de la fama», señalando al musical como «una obra audaz, importante, tan convincente y original como ninguna otra en su esporádica y brillante carrera». David Quantick en The Word comentó que «musicalmente, Seduction es impresionante por la forma en que los Mael fusionan perfectamente su estilo actual de melodías y ritmos intensos y repetitivos (aquí incluso coquetean un poco con el tecno) y unas letras mordaces y enérgicas a tono con un auténtico musical». Dijo del álbum que era un «disco increíble», una «pieza de encargo que no solo hace lo que se le ha pedido, sino que va más allá y crea una obra musical auténticamente apasionante por sus propios méritos». Andy Gill en The Independent dio a The Seduction of Ingmar Bergman la calificación máxima de cinco estrellas e incluyó el disco entre sus 20 álbumes del año: «Con un guion nítido, con ese toque astuto y sabio tan típico de los Sparks, también está compuesto con una inteligencia escrupulosa, los arreglos se basan en una gama acertada de influencias, desde Kurt Weill al jazz, el pop y el rock, y las orquestaciones son ingeniosamente astutas, nostálgicas y siniestras, tal y como dicta la acción. Puede que resulte ser la cima de la carrera del grupo Sparks, y ciertamente tiene una ambición que va mucho más allá del cometido habitual de la cultura popular».

## Versiones musicales y cinematográficas
Los Sparks dijeron en octubre de 2009 que estaban planeando convertir el álbum en un espectáculo en vivo y que estaban en conversaciones con el director de cine canadiense Guy Maddin para hacer una versión cinematográfica del musical. En septiembre de 2010 confirmaron en una entrevista en el programa Bookworm de Michael Silverblatt que Maddin y el actor Jason Schwartzman participarían, y que estaban en proceso de buscar financiación para el proyecto. El estreno mundial del musical en vivo tuvo lugar el 25 de junio de 2011 en el Festival de Cine de Los Ángeles, protagonizado por Ron y Russell Mael, del grupo Sparks, Maddin, el actor finlandés Peter Franzén como Bergman, Ann Magnuson como Greta Garbo, y con Rebecca Sjöwall, Katie Puckrik y Tammy Glover quienes retoman sus papeles del álbum. Otros actores fueron Nina Sallinen, Jacob Sidney, Dean Menta y Sal Viscuso. Se presentó en el festival para atraer el interés de los inversores en el proyecto de película. Durante la actuación en el John Anson Ford Amphitheatre, Maddin leyó instrucciones escénicas del guion de la película. En 2017 los hermanos Mael dijeron que habían hablado de desarrollar el musical como largometraje de animación con el director Joseph Wallace, quien creó el vídeo musical para los Sparks Edith Piaf (Said It Better Than Me). En una entrevista en 2020 para The Quietus, Russell Mael mencionó la idea de nuevo, diciendo que el formato de animación con marionetas podría ser muy hermoso y llegar a retratar el fantástico final de la historia, basada en la acción.. Añadió que trabajar con el formato narrativo de The Seduction of Ingmar Bergman les había llevado a escribir el musical Annette, que para entonces se había convertido en una película real dirigida por Leos Carax y protagonizada por Adam Driver y Marion Cotillard, un trabajo por el que los Sparks se sentían muy felices.

## Listado de temas
Todas las canciones escritas y compuestas por Ron Mael and Russell Mael. 
| N.º | Título                                 | Duración |  |
| 1.  | «1956 Cannes Film Festival»            | 1:56     |  |
| 2.  | «'I Am Ingmar Bergman'»                | 3:09     |  |
| 3.  | «Limo Driver (Welcome to Hollywood)»   | 3:08     |  |
| 4.  | «'Here He Is Now'»                     | 1:19     |  |
| 5.  | «'Mr. Bergman, How Are You?'»          | 4:28     |  |
| 6.  | «'He'll Come 'Round'»                  | 1:44     |  |
| 7.  | «En Route to the Beverly Hills Hotel»  | 1:56     |  |
| 8.  | «Hollywood Welcoming Committee»        | 2:36     |  |
| 9.  | «'I've Got to Contact Sweden'»         | 2:41     |  |
| 10. | «The Studio Commissary»                | 3:08     |  |
| 11. | «'I Must Not Be Hasty'»                | 1:47     |  |
| 12. | «'Quiet on the Set'»                   | 1:06     |  |
| 13. | «'Why Do You Take That Tone with Me?'» | 2:52     |  |
| 14. | «Pleasant Hotel Staff»                 | 0:55     |  |
| 15. | «Hollywood Tour Bus»                   | 1:34     |  |
| 16. | «Autograph Hounds»                     | 2:20     |  |
| 17. | «Bergman Ponders Escape»               | 2:25     |  |
| 18. | «'We've Got to Turn Him 'Round'»       | 2:37     |  |
| 19. | «Escape (Part 1)»                      | 4:14     |  |
| 20. | «Escape (Part 2)»                      | 5:59     |  |
| 21. | «'Oh, My God'»                         | 2:59     |  |
| 22. | «Garbo Sings»                          | 3:48     |  |
| 23. | «Almost a Hollywood Ending»            | 2:13     |  |
| 24. | «'He's Home'»                          | 3:38     |  |

Todas las pistas están escritas por Ron Mael y Russell Mael. 
Nota: Las descargas digitales fueron lanzadas como pistas individuales con una duración de 64:32 (versión de la edición sueca) y 64:33 (versión en inglés).

## Equipo
Compuesta, escrita y producida por Ron Mael y Russell Mael.
Reparto
| - Russell Mael – Director del estudio; policía 1 and 2 - Ron Mael – Conductor de limusina; guía turístico de Hollywood - Marcus Blake – Cazador de autógrafos; Woody - Tammy Glover – Comité de bienvenida de Hollywood; Gerry - Saskia Husberg – Intérprete - Elin Klinga – Greta Garbo - Marie-Chantal Long – anunciante de Cannes Film Festival - Jonas Malmsjö – Ingmar Bergman - Steve McDonald – Conserje del hotel - Steven Nistor – Portero del hotel - Katie Puckrik – Recepcionista del hotel - Rebecca Sjöwall – promesa de Hollywood - Jim Wilson – Primer A.D.; cazador de autógrafos | Músicos - Ron Mael – Teclado - Russell Mael – Voces - Jim Wilson – Guitarra - Dean Menta – Guitarra - Marcus Blake – Bajo - Tammy Glover – Percusión - Steven Nistor – Percusión | Equipo de producción de SR - Marie Wennersten – Productora y directora de la grabación sueca - Magnus Lindman – Traducciones - Sabina von Greyerz – Gestora de proyectos de SR Records |